# Ilanda
Ilanda är en tätortsdel i västra Skåre norr om Karlstad. Ilanda består huvudsakligen av fastigheter för handel, verkstäder och kontor. Området begränsas av riksväg 61/62 västerut och ligger i direkt anslutning till Skåre i öster.
Ilandaskolan är en grundskola med 360 elever i skolåren 7–9. Här finns också en särskola. Skolan renoverades från grunden 2014. Arbetslagen är uppdelade årskursvis.